# Mont Pelve
Mont Pelve – szczyt w Alpach Graickich, części Alp Zachodnich. Leży we wschodniej Francji w regionie Owernia-Rodan-Alpy. Należy do masywu Vanoise. Szczyt można zdobyć ze schroniska Refuge du Plan du Lac (2385 m). Należy do Parku Narodowego Vanoise.